# BMW Vermelho
BMW Vermelho é um curta-metragem brasileiro de 2000, do gênero comédia, dirigido e escrito por Eduardo Ramos Quirino e Reinaldo Pinheiro, sendo o segundo trabalho que eles fizeram em parceria.

## Sinopse
Uma família humilde recebe um verdadeiro presente de grego: um carro de luxo, que não pode ser vendido por dois anos. Para piorar a situação, ninguém sabe dirigir. O tempo passa e o automóvel acaba tendo usos bastante inusitados.

## Prêmios
2000
- Festival Internacional de Curtas-Metragens de São Paulo 2000
  - Melhor Curta-Metragem Júri Popular

- Festival de Gramado
  - Melhor Direção de Arte

- Festival Internacional Del Nuevo Cine Latino-americano
  - Melhor Filme de Curta-metragem Ficção

- Prêmio Aquisição Canal Brasil

- Festival de Cinema de Cuiabá
  - Melhor Direção de Arte
  - Melhor Ator - Otavio Augusto
  - Melhor Atriz - Denise Weinberg

2001
- Brazilian Film Festival Miami
  - Best Short Film Public Choice Awards
  - Best Actor

- 12º Damascus International Film Festival 2001
  - Golden Prize

- Festival de Cinema do Ceará
  - Melhor Atriz - Denise Weinberg[2]